# Ashitey Trebi-Ollennu
Pour les articles homonymes, voir Ollennu.
Ashitey Trebi-Ollennu (né à Accra) est ingénieur ghanéen en robotique.
Il est connu pour son travail à la National Aeronautics and Space Administration (NASA) en tant qu'ingénieur en chef du groupe technique du groupe mobilité et manipulation au Jet Propulsion Laboratory (JPL). Il est ainsi associé à diverses missions de la NASA sur Mars, notamment les différents projets de rovers martiens et InSight. Il est membre de l'Académie ghanéenne des arts et des sciences.